# Saltos ornamentais no Campeonato Mundial de Esportes Aquáticos de 2013 - Trampolim 3 m sincronizado feminino
A prova de trampolim 3 m sincronizado feminino dos saltos ornamentais no Campeonato Mundial de Esportes Aquáticos de 2013 foi realizada no dia 20 de julho na Piscina Municipal de Montjuïc em Barcelona. 

## Calendário
| Fase       | Data        |
| ---------- | ----------- |
| Preliminar | 20 de julho |
| Final      | 20 de julho |

## Medalhistas
| Ouro                            | Prata                                       | Bronze                               |
| China · Wu Minxia · Shi Tingmao | Itália · Tania Cagnotto · Francesca Dallapé | Canadá · Jennifer Abel · Pamela Ware |

## Resultados
Esses foram os resultados da competição.
| Pos.              | Saltadoras                                  | Nacionalidade  | Preliminar | Preliminar | Final  | Final |
| Pos.              | Saltadoras                                  | Nacionalidade  | Pontos     | Pos.       | Pontos | Pos   |
| ----------------- | ------------------------------------------- | -------------- | ---------- | ---------- | ------ | ----- |
| Medalha de ouro   | Wu Minxia Shi Tingmao                       | China          | 334.20     | 1          | 338.40 | 1     |
| Medalha de prata  | Tania Cagnotto Francesca Dallapé            | Itália         | 302.40     | 2          | 307.80 | 2     |
| Medalha de bronze | Jennifer Abel Pamela Ware                   | Canadá         | 300.78     | 3          | 292.08 | 3     |
| 4                 | Laura Sánchez Arantxa Chávez                | México         | 264.00     | 9          | 290.70 | 4     |
| 5                 | Pandelela Rinong Cheong Jun Hoong           | Malásia        | 283.50     | 5          | 289.20 | 5     |
| 6                 | Rebecca Gallantree Alicia Blagg             | Reino Unido    | 281.01     | 6          | 284.73 | 6     |
| 7                 | Samantha Pickens Amanda Burke               | Estados Unidos | 265.92     | 8          | 284.64 | 7     |
| 8                 | Sherilyse Gowlett Maddison Keeney           | Austrália      | 284.07     | 4          | 279.03 | 8     |
| 9                 | Diana Chaplieva Daria Govor                 | Rússia         | 263.10     | 10         | 278.40 | 9     |
| 10                | Hanna Pysmenska Olena Fedorova              | Ucrânia        | 274.50     | 7          | 270.90 | 10    |
| 11                | Mai Nakagawa Sayaka Shibusawa               | Japão          | 262.50     | 11         | 250.50 | 11    |
| 12                | Sharon Chan Leung Sze Man                   | Hong Kong      | 251.97     | 12         | 244.71 | 12    |
| 13                | Tina Punzel Felicitas Lenz                  | Alemanha       | 250.80     | 13         | 8      | 13    |
| 14                | Inge Jansen Celine van Duijn                | Países Baixos  | 250.50     | 14         | 7      | 14    |
| 15                | Flóra Gondos Zsófia Reisinger               | Hungria        | 241.89     | 15         | 6      | 15    |
| 16                | Nicole Gillis Julia Vincent                 | África do Sul  | 241.38     | 16         | 5      | 16    |
| 17                | Choi Sut Ian Lo I Teng                      | Macau          | 234.30     | 17         | 4      | 17    |
| 18                | Cho Eun-Bi Kim Su-Ji                        | Coreia do Sul  | 229.74     | 18         | 3      | 18    |
| 19                | Marcela Marić Maja Borić                    | Croácia        | 227.07     | 19         | 2      | 19    |
| 20                | Sari Ambarwati Suprihatin Eka Purnama Indah | Indonésia      | 208.47     | 20         | 1      | 20    |